# Capinota (provins)

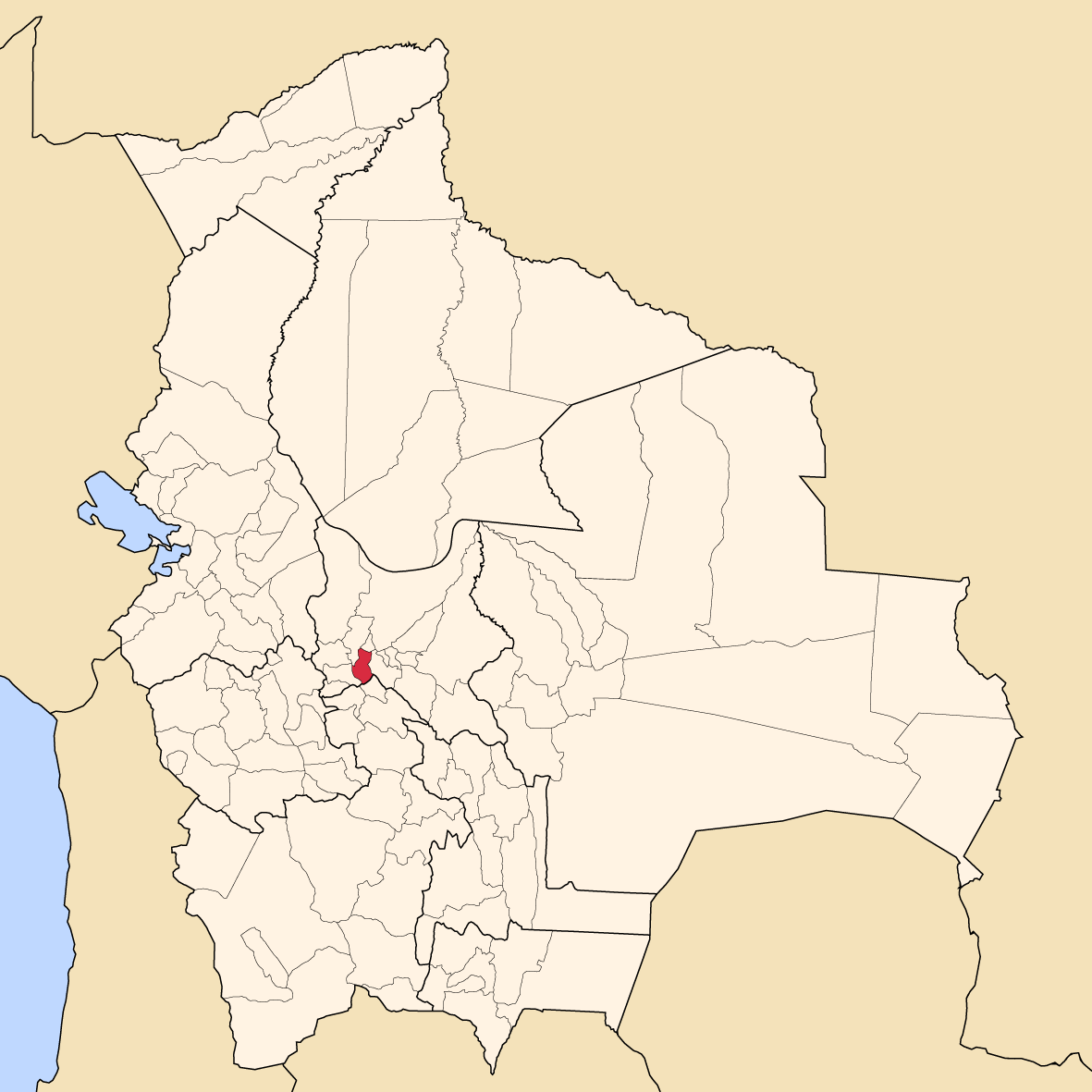
Provinsens läge i Bolivia

Capinota är en provins i departementet Cochabamba i Bolivia. Den administrativa huvudorten är Capinota.